# Макферсон, Марк Львович
Марк Львович Макферсон или рус. дореф. Маркъ Макфердсонъ (урождённый Мёрдок Джордж Макферсон, англ. Murdoch George Macpherson; 9 мая 1813, Перт, Шотландия — 18 ноября 1879, Санкт-Петербург, Российская империя) — шотландский инженер и предприниматель, основатель Балтийского завода в Санкт-Петербурге, одного из ключевых предприятий в истории российского судостроения.

## Биография
Семейные предания указывают на родство с влиятельными шотландскими семьями, включая клан Макферсон: двоюродная сестра Марка Львовича, Джин Камерон (дочь сэра Эвана Камерона), была замужем за Макферсоном из Клуни — вождём одноимённого клана, его дядя, Роберт Макферсон, служил священником в Шотландии. Его отец, Лахлан Макферсон, посетил Россию в начале XIX века и скончался в Санкт-Петербурге в 1837 году.
Сведения о его деятельности сохранились фрагментарно из-за утраты личных документов во время событий 1917 года. По свидетельствам его дочери, Джорджины Макферсон, архив с бумагами Марка Львовича был передан на хранение в голландское посольство в Петрограде в период революционных волнений. Однако посольство подверглось разграблению, и два пакета с документами, включая семейные и деловые записи, были утеряны. Сохранились лишь расписки, подтверждающие передачу документов на хранение. Утрата документов помешала установить связь с шотландскими родственниками.

### Ранние годы
Официальный сайт Scotland's People, созданный при поддержке Правительства Шотландии и предоставляющий доступ к старым приходским книгам, содержит информацию о Мёрдоке Макферсоне, согласно которой он родился 9 мая 1813 года в городе Перт в семье Лахлана и Кристианы Макферсонов.
В младенчестве был перевезён в Глазго, где получил образование и стал инженером-строителем. Владел небольшой верфью на реке Клайд. 
Согласно воспоминаниям дочери, во время правления Николая I получил заказ на строительство императорской яхты, отправил чертежи и спецификации, выиграл тендер и построил яхту в Глазго и затем лично доставил её в Россию, где получил предложение работы на императорской службе в качестве вольного судового механика, причём всегда находился на той яхте, где находился монарх.

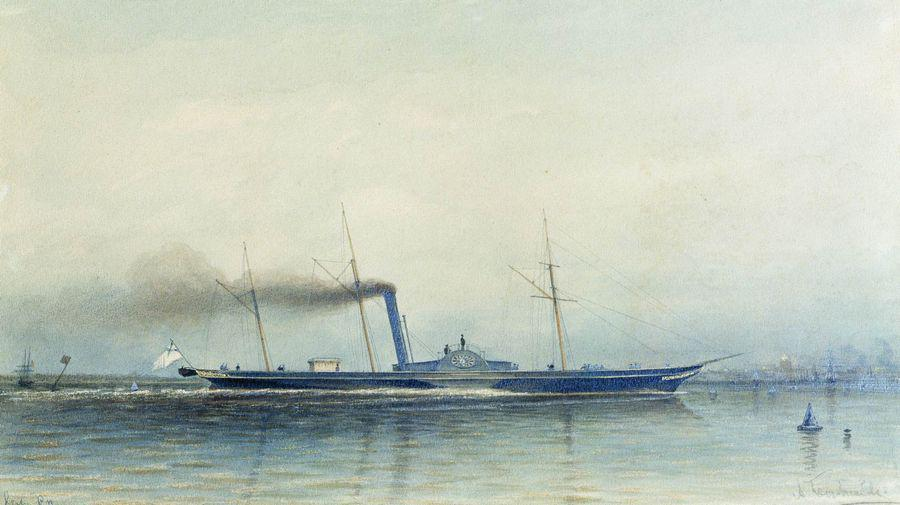
А. П. Боголюбов. Императорская паровая яхта «Александрия», 1852 год

В начале второй половины XIX века служил вольным механиком на императорских яхтах. Помимо своей основной специальности механика, Макферсон обладал глубокими техническими знаниями в области судостроения, включая проектирование и строительство корпусов судов и их механизмов. В морском техническом сообществе он был очень ценен и лично известен императору Николаю I. Во время Крымской войны, когда всем британским подданным было предписано покинуть Россию, Макферсону, благодаря особому доверию со стороны монарха, было разрешено остаться в Санкт-Петербурге. Кроме работы механиком он выполнял частные заказы в своей небольшой слесарной мастерской на Васильевском острове.
В то же время на сахарном заводе М. Е. Карра, позднее известном как завод Кёнига, возникла необходимость в строительстве подземного крана. Было сделано несколько предложений по его изготовлению, но самым выгодным оказалось предложение М. Макферсона, как по цене, так и по техническим характеристикам. Заказ на строительство крана был передан г-ну Макферсону, который успешно справился с поставленной задачей. После такого успешного опыта по созданию крана М. Карр, оценив технические знания Макферсона, решил привлечь его в свою компанию.

### Основание Балтийского завода
26 (13) мая 1856 года года было основано частное предприятие, занимающееся литейным, механическим и судостроительным производством. Оно получило название «Балтийский литейный, механический и строительный завод Карра и Макферсона». Завод был создан для выполнения заказов как от частных лиц, так и от Морского министерства. Его основателями стали Мэтью (Матвей Егорович) Карр, купец, обеспечивший финансирование и приобретение земельного участка на Васильевском острове (Кожевенная линия, д. 19, 20), и Мёрдок Макферсон, шотландский инженер, фактически руководивший производственным процессом. Права и обязанности партнёров были закреплены договором, согласно которому Макферсон являлся «полным и независимым хозяином завода, главным руководителем работ», в то время как Карр участвовал лишь в утверждении наиболее значимых контрактов.

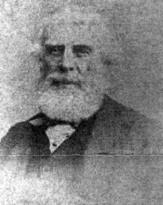
Матвей Карр, бизнес-партнёр и совладелец Балтийского завода

К началу 1870-х годов предприятие вошло в число ведущих в своей отрасли, однако испытывало финансовые трудности, связанные с недостатком оборотных средств и зависимостью от кредитов. В 1871 году Карр и Макферсон объявили о банкротстве. Стратегическая значимость завода для Морского министерства обусловила вмешательство государства, опасавшегося усиления позиций единственного конкурента — завода Берда. В результате, предприятие приобрёл князь Эспер Ухтомский, что позволило избежать закрытия завода. Информация о дальнейшей судьбе Мёрдока Макферсона после продажи завода не обнаружена.
Согласно Национальному индексу завещаний и распоряжений Англии и Уэльса, 1858-1957, Марк или Мёрдок Макферсон скончался 18 ноября 1879 года. Умер в Санкт-Петербурге, место захоронения неизвестно.

## Семья
В 1841 году в Санкт-Петербурге он сочетался браком с Джулией Элизабет Максвелл, семнадцатилетней девушкой из известной семьи Максвеллов из Нитсдейла. 22 февраля 1842 года в семье родился первый ребёнок — Давид. В будущем Давид стал отцом Артура Макферсона, — внука Марка Львовича — известного российского спортивного функционера и мецената.
Всего у Марка Львовича было пятнадцать детей, из которых выжили десять: пять сыновей (Давид, Альфред, Фрэнк, Джордж и др.) и пять дочерей (Джорджина, Клара, Джулия, Люси и др.). По воспоминаниям дочери Джорджины, Марк Львович был любящим, но строгим отцом, требовавшим от детей дисциплины и пунктуальности. Проживал с семьёй напротив Балтийского завода, в просторном двухэтажном доме № 19 на улице Кожевенная линия, в районе Чекуши Санкт-Петербурга.
| - Дом Макферсонов на плане 1868 года (№19, по центру) - Улица Кожевенная линия, 19, двухэтажный дом напротив эллинга - Джулия Элизабет, супруга - Давид Маркович, сын - Артур Давидович, внук |